# Microsoft Office Communications Online
Microsoft Office Communications Online(マイクロソフト オフィス コミュニケーションズ オンライン)は、マイクロソフトが開発したプレゼンス情報/インスタントメッセージ/Web会議のサーバ製品であるMicrosoft Office Communications Serverをマイクロソフト自身がホスティングをして提供しているクラウドコンピューティング型のサービス。Microsoft Online Servicesのブランドで提供されている。Microsoft Business Productivity Online Suiteの一部。マルチテナント型と専有型の2種類の形態がある。現在はOffice Communications Server 2007 R2をホスティングしたサービスとなっている。利用にはOffice Communicator 2007 R2が必要。(Standardの場合は無償ダウンロードが可能) Web会議の機能はOffice Communications Onlineでは提供されず、別途Microsoft Office Live Meetingサービスに加入する必要がある。